# Внутривенное вливание

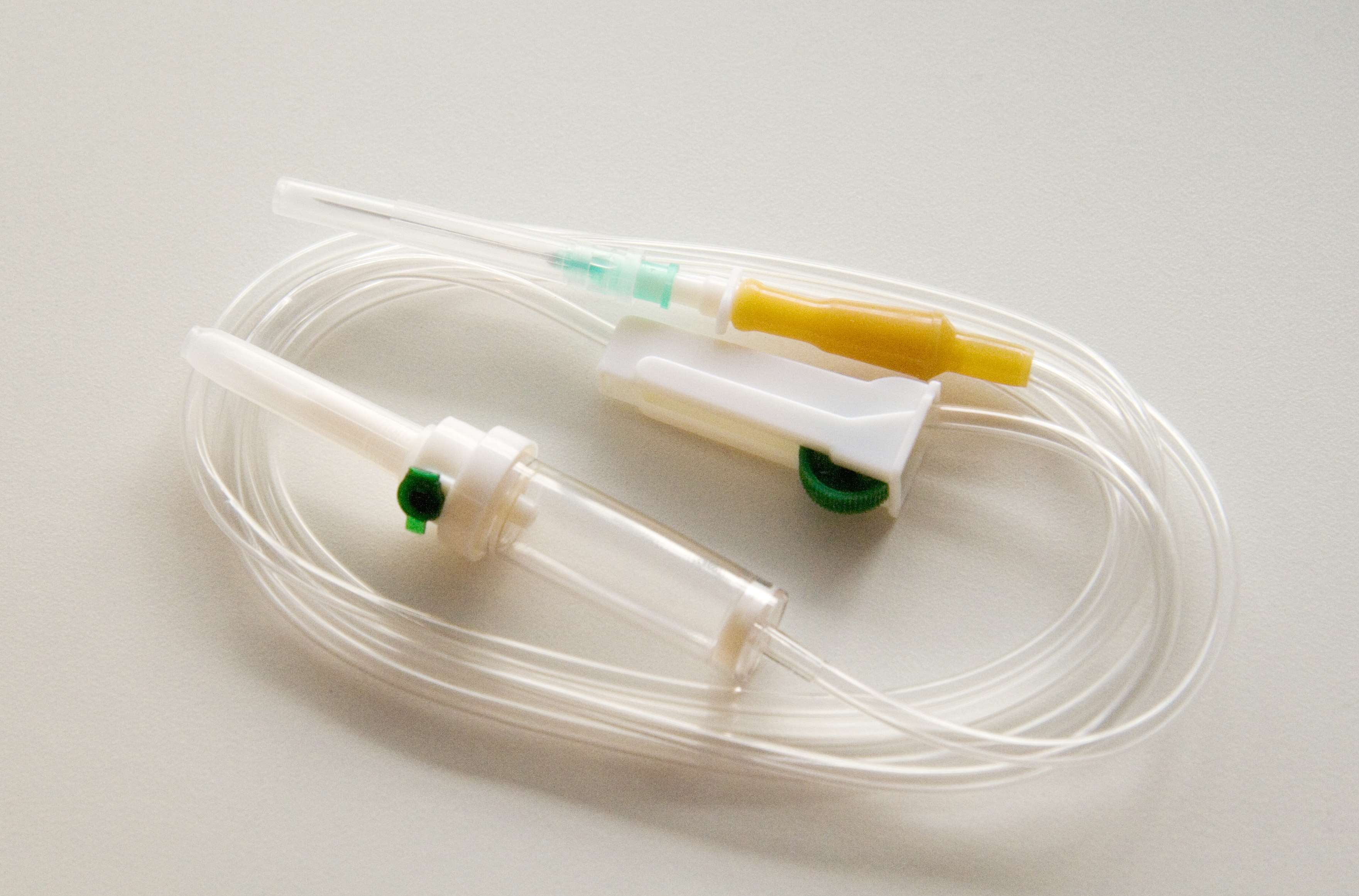
Одноразовая инфузионная система

Внутриве́нное влива́ние или капельная инфузия  (внутривенная инфузия) — процесс введения жидкостей, лекарственных средств или препаратов/компонентов крови в венозный сосуд.
Внутривенное вливание может проводиться капельно (капельное внутривенное вливание, «капельница») или струйно.

## Меры безопасности

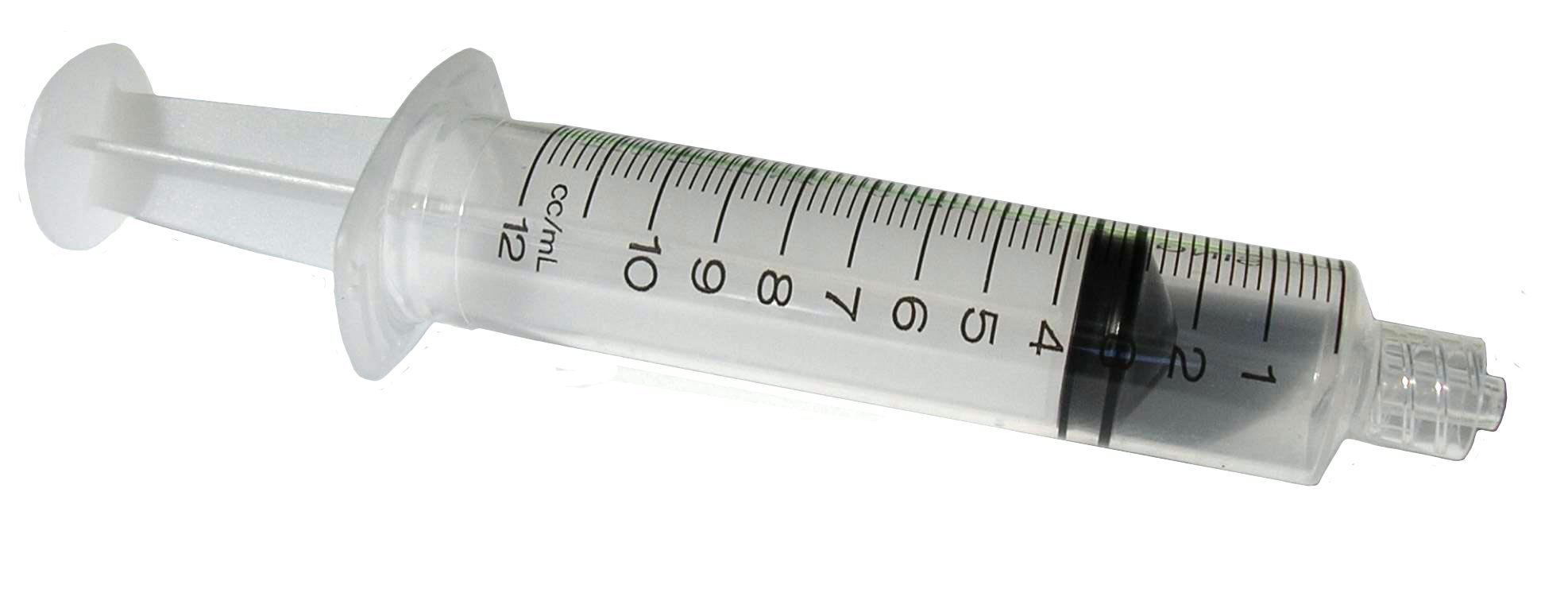
Одноразовый шприц

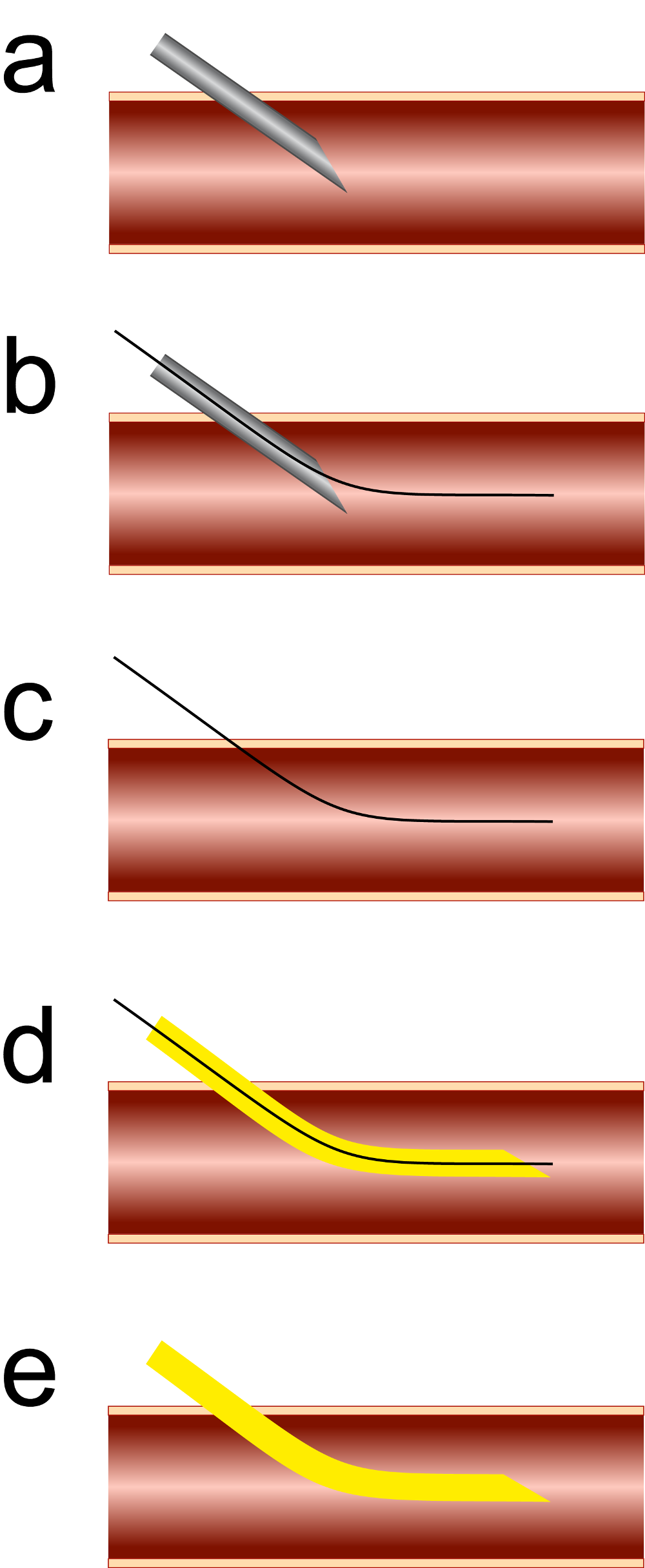
Схематичное изображение введения внутривенного катетера: венепункция, введение проводника, удаление иглы, введение катетера по проводнику, удаление проводника

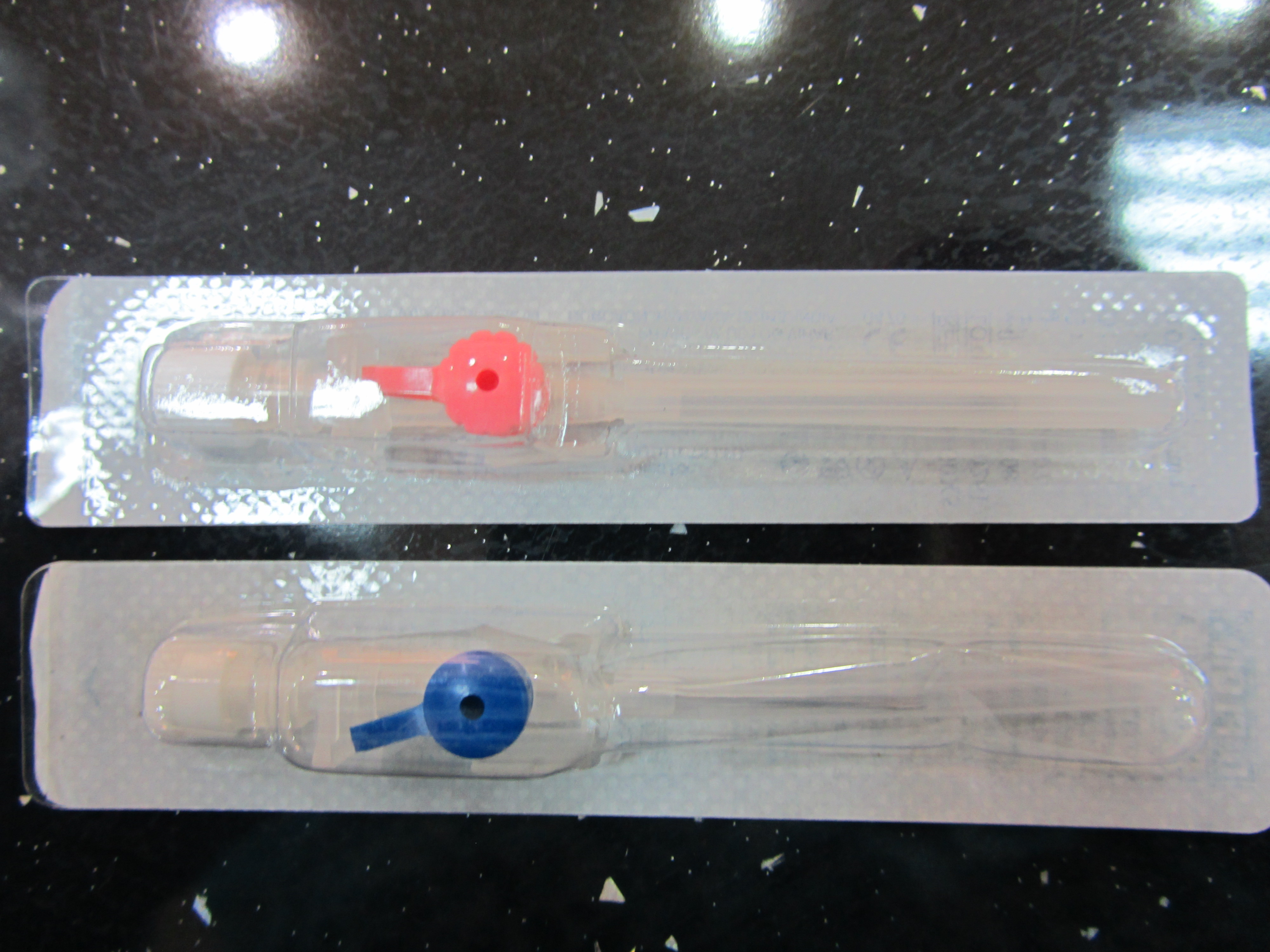
Внутривенные катетеры используются при частых и длительных внутривенных вливаниях

Инструмент и иглы должны быть стерильны.

внутривенное вливание с помощью капельницы

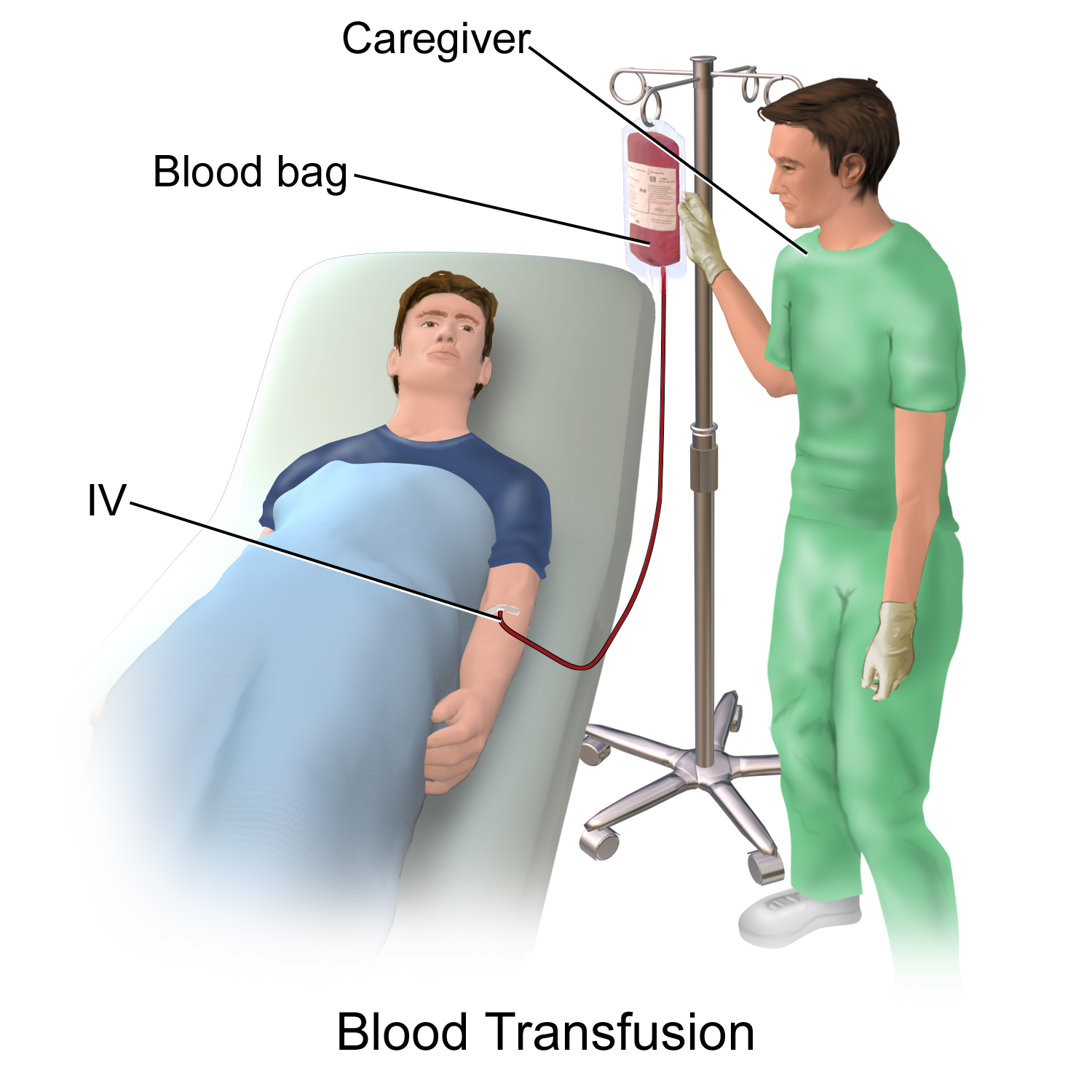
переливание крови

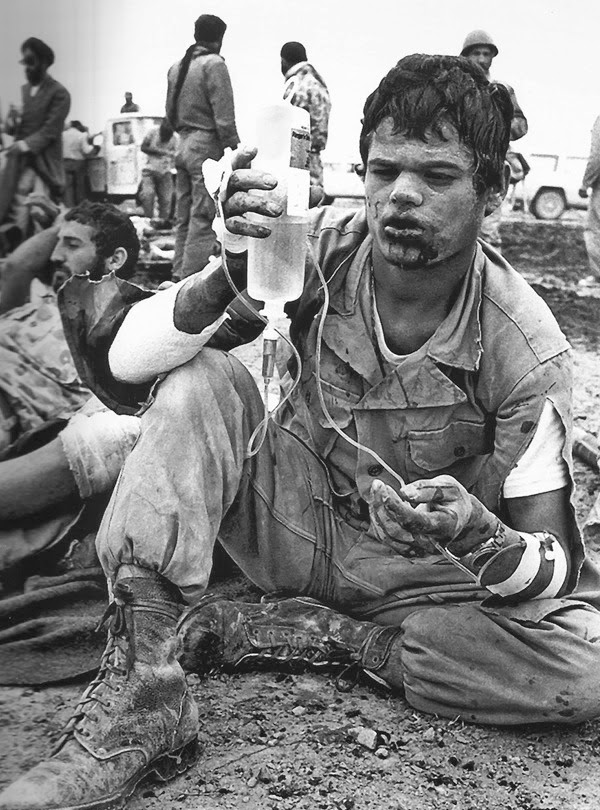
иракский солдат с капельницей в руках

Кожу в месте инъекции предварительно обрабатывают антисептическим препаратом.
При катетеризации центральных вен (например, яремной), так как давление в этих венах отрицательное, особенно важно не допустить попадания пузырьков воздуха в вену, во избежание воздушной эмболии. Перед инъекцией убеждаются в отсутствии пузырьков, имеющиеся пузырьки удаляют из раствора.
Если вливание осуществляется в вену конечности, для исключения травмы вены перед вливанием препарата, конечность перевязывают жгутом выше места инъекции, после чего пациент обязан совершить несколько энергичных движений пальцами конечности, либо её массируют, чтобы вены наполнились кровью, в результате чего оболочки вен расширяются и максимально приближаются к поверхности кожи. После введения иглы обязательно осуществляется проверка на точность попадания конца иглы в вену. Для этого контролируют поступление крови через иглу наружу и только убедившись, что именно тёмная венозная кровь, а не алая, капиллярная, свободно поступает через иглу — вводят лекарственный препарат.
Если же система наполнена и к ней присоединена игла, то в случае попадания в вену кровь в игле не появляется.
Во время длительного капельного вливания иглу надёжно закрепляют на коже пациента так, чтобы конец иглы не травмировал стенку вены.
Во время вливания постоянно следят за состоянием пациента. В случае резкого ухудшения самочувствия или обморока вливание либо приостанавливают, либо прекращают, в зависимости от предписания врача.

## Побочные эффекты
Вот некоторые побочные эффекты внутривенного вливания.
- Одышка
- Высокое кровяное давление
- Головокружение
- Онемение
- Покраснение
- Отечность